# Volkswagen Gol
 Ikke at forveksle med Volkswagen Golf.
Volkswagen Gol er en lille mellemklassebil fremstillet af Volkswagen do Brasil siden 1980, som en begyndermodel i det sydamerikanske marked og efterfølger for den sydamerikanske Volkswagen Type 1. Varianter af Gol blev markedsført i Nordamerika som Volkswagen Fox fra 1987-1993 og fremstillet og markedsført i Iran under Gol-navnet.
Gol'en har været den bedst sælgende bil i Brasilien siden 1987 samt Argentina siden 1988, med over 5 millioner eksemplarer fremstillet i Sydamerika siden 1980.
Gol har sit navn fra det brasilianske portugisisk ord for "mål".